# Active Management Technology
Intel Active Management Technology — аппаратная технология, предоставляющая удаленный и внеполосный (по независимому вспомогательному каналу TCP/IP) доступ для управления настройками и безопасностью компьютера независимо от состояния питания (удаленное включение / выключение компьютера) и состояния ОС. Технология доступна в настольных ПК на базе процессоров Intel Core 2 и ноутбуках на базе процессоров Intel Centrino с технологией Intel vPro. Для подключения необходима система, имеющая набор микросхем с поддержкой технологии Intel AMT.

## Версии
Intel AMT использует для своей работы специализированный микроконтроллер с архитектурой ARC4, находящийся обычно на материнской плате или, в случае AMT 1.0, на сетевой плате. Микропрограмма AMT записана во флеш-память SPI, обычно на тот же чип, что хранит коды BIOS. Хранение микропрограммы AMT в FWH (Firmware Hub) или в хранилище, подключенном через LPC, не поддерживается.
Программно AMT обновляется одновременно с BIOS. Возможны обновления только между минорными версиями (последняя цифра). Мажорная версия AMT зависит от чипсета, и переход между ними возможен только при замене чипсета и материнской платы.
- Intel AMT 9.0 — чипсеты Intel 8-й серии (Lynx Point). Удален протокол EOI.
- Intel AMT 8.0 — чипсеты Intel 7-й серии (Panther Point).
- Intel AMT 7.0 — чипсеты Intel Q67 Express, QM67 и QS67.
- Intel AMT 6.0 — платформы с процессорами Intel Core i5 и i7 и поддержкой vPro, чипсетами Q57, QM57 и QS57. Также: системы на процессорах серии Xeon 3400 и Core i5, поддержкой vPro и чипсетом 3450.
- Intel AMT 5.0 — Intel Core 2 с vPro и чипсет Intel Q45 (ICH10).[3]
- Intel AMT 4.1 — является Intel AMT 4.0, дополненной технологией Intel Anti-Theft. Обновление возможно на некоторых мобильных платформах с чипсетом GM45 (ICH9M).[4]
- Intel AMT 4.0 — мобильные платформы Intel Centrino 2 с vPro на чипсетах GM45 и 47/PM45 (ICH9M).[5][6][7][8]
- Intel AMT 3.2 — оновление Intel AMT 3.0 с дополнением DASH 1.0 для упрощения конфигурирования.[5][7]
- Intel AMT 3.1 — обновление Intel AMT 3.0 для поддержки Linux (Red Hat и SUSE).[5][7]
- Intel AMT 3.0 — настольные платформы Intel с vPro и чипсетом Intel Q35 (ICH9), например Intel DQ35MP.[5][9]
- Intel AMT 2.6 — Intel AMT 2.5 с возможностью удаленного конфигурирования.[10]
- Intel AMT 2.5 — мобильные платформы Intel Centrino Pro на чипсетах GM965/PM965 (ICH8M).[9][10]
- Intel AMT 2.0 — настольные платформы Intel vPro на чипсете Intel Q963/Q965 (ICH8), например Intel DQ965GF.[10]
- Intel AMT 1.0 — платформы на чипсете 82573E (ICH7), использующие контроллер Gigabit Ethernet, например Intel D975XBX2.

Начиная с PCH 100-й серии был осуществлен переход на новую архитектуру встроенных микроконтроллеров — с ARCompact компании ARC на x86. В качестве основы для операционной системы был выбран MINIX (ранее — ThreadX RTOS).

## Привилегии
Благодаря глубокой интеграции в чипсет на базе технологий vPro/AMT предлагалось создать программу антируткит «DeepWatch», которая бы могла незаметно для пользователя сканировать оперативную память компьютера и его накопители для поиска и уничтожения вирусов и руткитов, особенно наиболее продвинутых, использующих для своего сокрытия SMM и виртуализацию. При этом авторы отмечали, что не существует способов обойти защиту, предоставляемую таким антируткитом.
Invisible Things Lab предложила называть функциональность технологии Intel vPro / Intel AMT кольцом защиты −3. В рамках этой технологии чипсеты, поддерживающие технологию vPro, содержат независимый микропроцессор (архитектура ARC4), имеют отдельный интерфейс для сетевой карты, эксклюзивный доступ к выделенному участку ОЗУ (16 МБ), DMA-доступ к основной ОЗУ. Программы на нём выполняются независимо от центрального процессора, прошивка хранится совместно с кодами BIOS либо на аналогичной флеш-памяти SPI, а код имеет цифровую подпись. Частью прошивки является встроенный веб-сервер. По умолчанию AMT выключен, но часть кода все же работает в этом режиме даже при выключенном AMT. Код кольца −3 активен даже в режиме питания S3 Sleep.